# Кете Колвиц
Кете Колвиц (Кенигсберг (данас Калињинград), 8. јул 1867 — Морицбург (Саксонија), 22. април 1945) била је Немачка графичарка и сликарка. 
Обрађујући теме из велеградског пролетаријата, створила је у цртежу и графици властит израз с елементима експресионизма. Дело јој је прожето прогресивним политичким тенденцијама ангажоване уметности. Радила је и као вајарка. За време нацизма у Немачкој јој је био забрањен рад и излагање.

## Дела
- Устанак ткалаца
- Мртво дете
- Гладна деца
- Чекање